# Diadelia laterimaculata
Diadelia laterimaculata är en skalbaggsart som beskrevs av Stefan von Breuning 1943. Diadelia laterimaculata ingår i släktet Diadelia och familjen långhorningar.
Artens utbredningsområde är Madagaskar. Inga underarter finns listade i Catalogue of Life.